# Zamek Górny w Opolu
Zamek Górny w Opolu – zamek, który znajdował się w Opolu, w miejscu późniejszych zabudowań Zespołu Szkół Mechanicznych przy ulicy Księcia Władysława Opolczyka. Dawna siedziba opolskich Piastów. Zbudowany został w II połowie XIV wieku, spłonął w 1615, po czym nie został już odbudowany. Jedyną pozostałością po nim jest wieża zamkowa oraz kurtyna murów z bartyzaną. Był to jeden z dwóch zamków w Opolu. 

## Historia

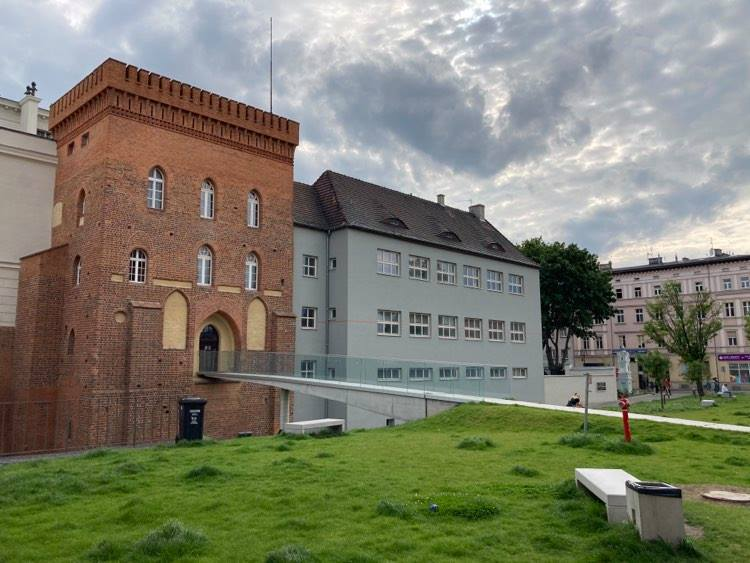
Wieża Zamku Górnego po renowacji w 2018 roku

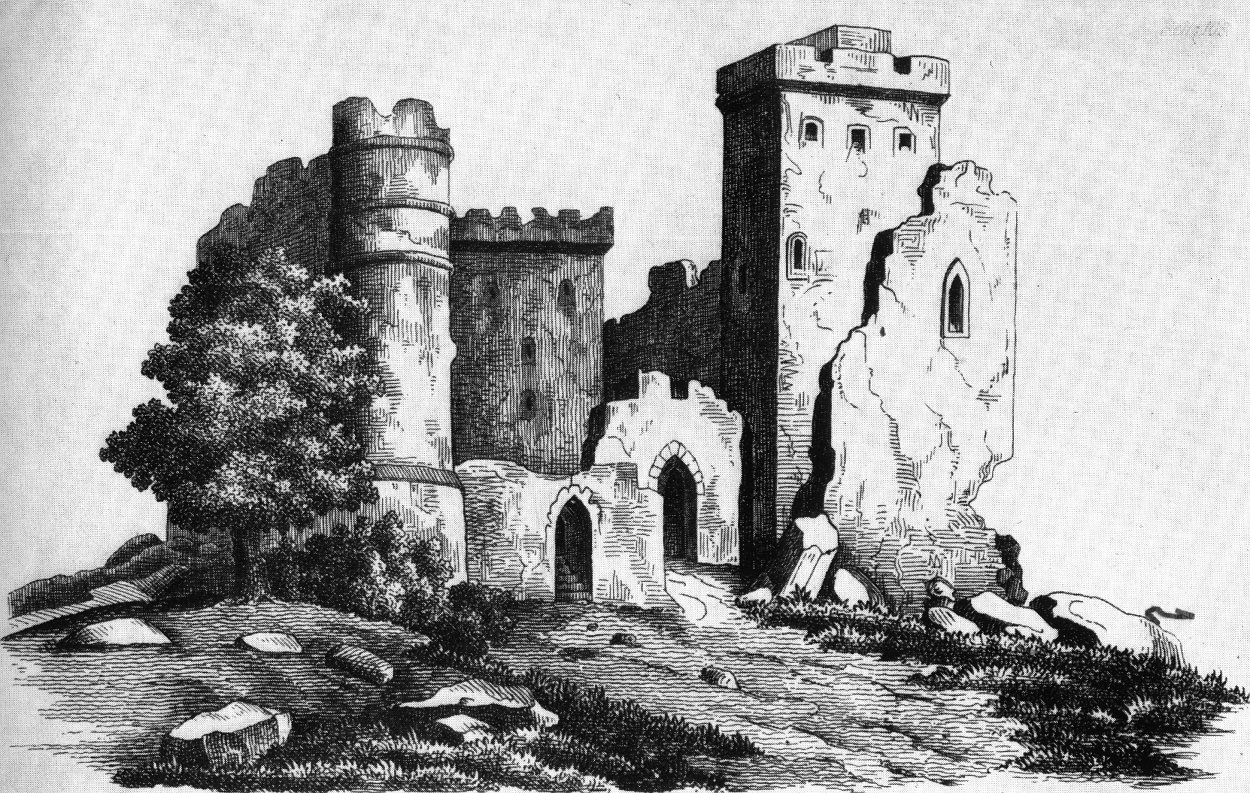
Rysunek Ferdynanda Dienheima Chotomskiego przedstawiający niezidentyfikowany zamek blisko Opola w XVI w., błędnie uznawany jako ukazujący Zamek Górny w Opolu. Widok ten był także mylony z zamkiem w Brzegu

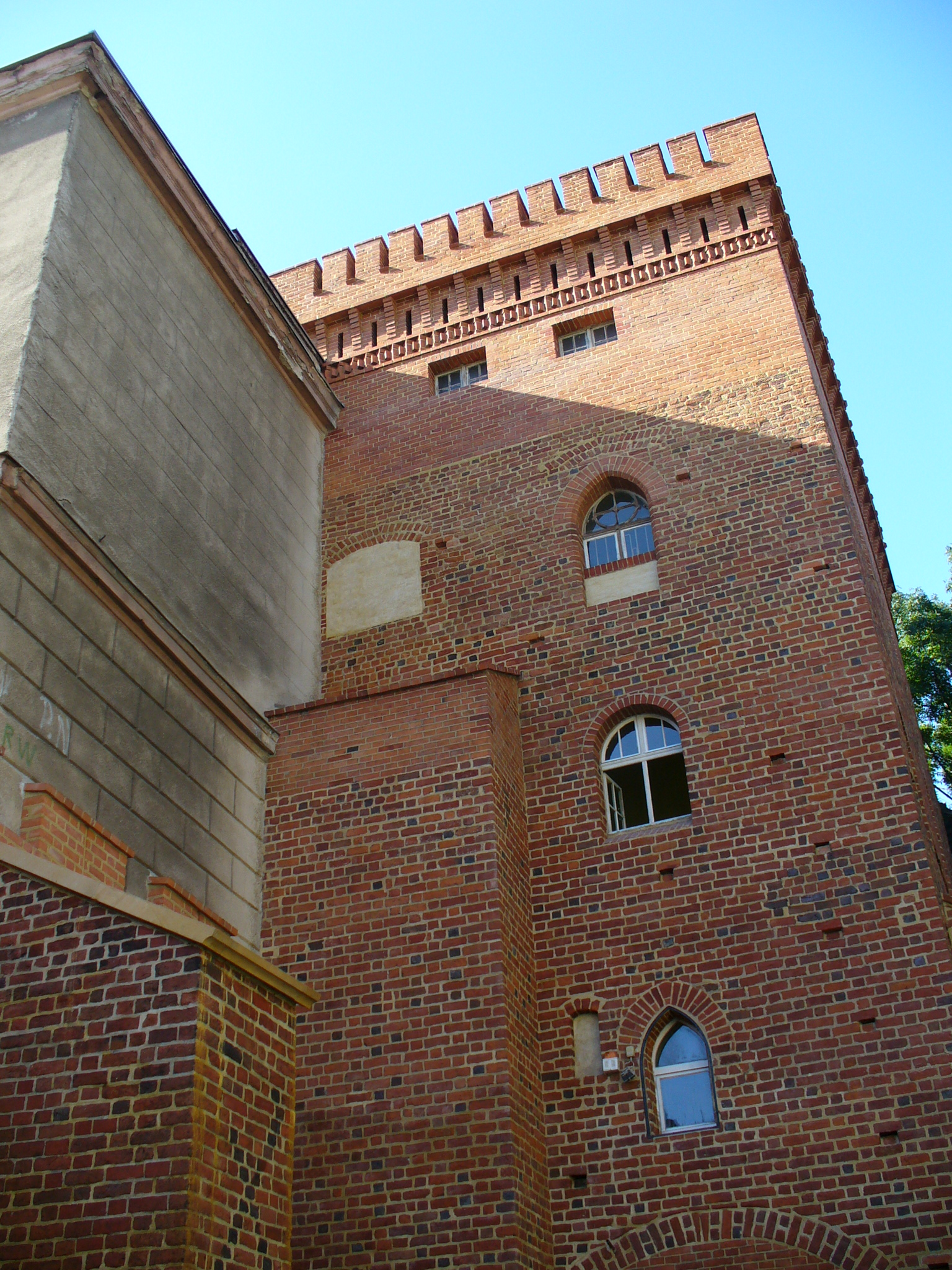
Wieża Zamku Górnego od południa z neogotycką nadbudową

Istnieje wiele sprzecznych opinii na temat początków Zamku Górnego w Opolu. Z jednej strony niektórzy dawni historycy w ogóle powątpiewali w jego istnienie, z drugiej niektórzy uważali, że Zamek Górny był starszy od zamku na Ostrówku. Już za Bolesława Chrobrego w tym miejscu miało stać dworzyszcze opolskiego kasztelana. Obecnie przyjmuje się, że zamek został wybudowany w latach 1382–1387 przez Władysława Opolczyka.
Zamek wzniesiono po drugiej stronie Odry niż pierwszy zamek, na odcinku Młynówki, która była wówczas głównym korytem rzeki. Powstał w najwyższym punkcie w mieście na wzniesieniu wapiennym (tzw. „Górce”), w bezpośrednim sąsiedztwie Bramy Gosławickiej i wchodził w skład obwarowań miejskich.

### Przyczyny powstania drugiego zamku w Opolu i panowanie Piastów
Po śmierci Bolka II władzę w Opolu początkowo przejął jego młodszy syn Bolko III. Później Bolko III podzielił się wpływami ze starszym bratem Władysławem. Władysław dostał pod władanie wschodnią część miasta z ziemią oleską i gorzowską, a część zachodnią miasta z pozostałymi ziemiami południowymi zatrzymał Bolko. Władysław Opolczyk był zaangażowany w europejską politykę (palatyn Węgier w latach 1367–1372, namiestnik Rusi Halickiej w latach 1372–1379), jednak w związku z fiaskiem planów objęcia tronu polskiego po śmierci Ludwika Węgierskiego w 1382 r. zdecydował się wrócić do Opola. W tym samym roku zmarł jego brat Bolko III. Nad jego posiadłościami sprawowało pieczę czterech jego synów jako bracia niedzielni, w praktyce jednak byli podporządkowani swojemu stryjowi księciu Władysławowi. 
Władysława stać było, aby nie dzielić rezydencji ze swoimi bratankami i wybudować sobie zamek odpowiadający jego pozycji majątkowej i politycznej. Poza tym drugi zamek mógł umocnić system obronny we wschodniej części miasta. Pierwsza wzmianka o zamku pochodzi z 1387 r. W 1396 r. Opole zostało oblężone przez wojska polskie króla Władysława Jagiełły. Zamek Górny uległ wówczas znacznym zniszczeniom w wyniku ostrzału. W konsekwencji książęta Bolko IV i Bernard podpisali traktat pokojowy. Pokonany Władysław Opolczyk, z przerwą w latach 1397–1398, spędził na zamku resztę życia. Książę z dwóch małżeństw miał tylko córki, dlatego jego spadkobiercami zostali po jego śmierci w 1401 r. bratankowie, synowie Bolka III – Jan Kropidło, Bolko IV i Bernard. Jan Kropidło wprowadził się najprawdopodobniej do Zamku Górnego w 1418 r. po śmierci księżnej Ofki, wdowy po Władysławie.
Nie wiadomo kto faktycznie użytkował zamek po śmierci biskupa Jana Kropidły. Po śmierci Bolka IV w 1437 r. posiadłości odziedziczyli jego synowie. Wkrótce jedynym władcą Opola stał się Mikołaj I opolski, co prawdopodobnie spowodowało, że Zamek Górny jako druga rezydencja przestał był potrzebny. Dodatkowo kilkadziesiąt lat później w związku z modernizacją systemu obronnego Opola zamek stracił znaczenie jako obiekt obronny. Prawdopodobnie wszystko to przyczyniało się do zaniedbania budowli.

### Zamek Górny po panowaniu Piastów
Bezpotomna śmierć ostatniego z opolskich Piastów księcia Jana Dobrego w 1532 r. spowodowała, że całe księstwo opolsko-raciborskie przeszło we władanie Habsburgów. Od tego czasu Opole nie miało gospodarza na miarę rezydujących w mieście książąt piastowskich i ulegało powolnej degradacji. W XVI w. Zamek Górny był już bardzo zniszczony. W 1615 r. w Opolu wybuch wielki pożar, który strawił pozostałości zamku. W 1619 r. Jakob Schickfuß twierdził, że poza czworoboczną wieżą używaną jako spichlerz i dużego murowanego chlewu zamek jest całkowicie zniszczony, a teren po nim wyrównany. Plac po zamku został przekazany garncarzom.
W 1669 r. cesarz Leopold I Habsburg podarował resztki zamku jezuitom. W pomieszczeniach starego zamku urządzili oni mały kościół, a w roku 1673 rozpoczęli budowę nowego z materiału z rozbiórki pozostałości zamku. Świątynię wielokrotnie trawiły pożary (1682, 1739, 1762). W 1773 r. nastąpiła kasata zakonu. W 1811 r. kościół zamknięto, a w roku 1828 rozebrano. Na jego miejscu w latach 1829–1830 zbudowano męskie gimnazjum. 
W latach 1858–1859 wybudowano drugi budynek szkolny, który połączono z wieżą Zamku Górnego poprzez otwartą dwukondygnacyjną galerię. W 1898 r. w miejscu galerii utworzone zostało nowe skrzydło. W 1937 r. zbudowano przylegające do wieży skrzydło wschodnie szkoły. 
W 2006 r. przeprowadzone zostały badania architektoniczne murów i wieży. W roku 2017 zrewitalizowano wieżę, a od 2018 r. jest ona dostępna do zwiedzania.

## Architektura

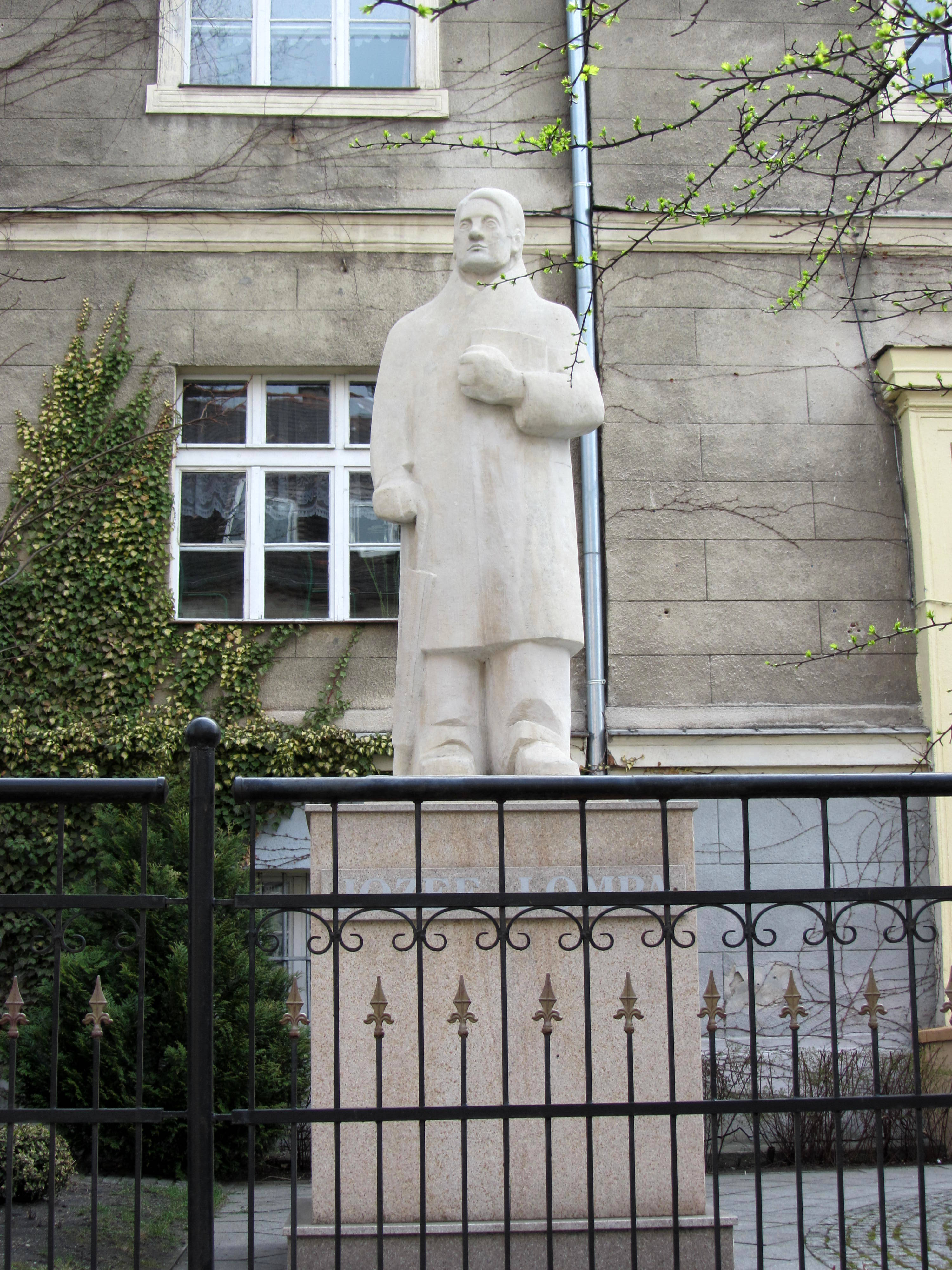
Pomnik Józefa Lompy, który do 2007 r. stał przed wieżą; obecnie przed budynkiem szkoły

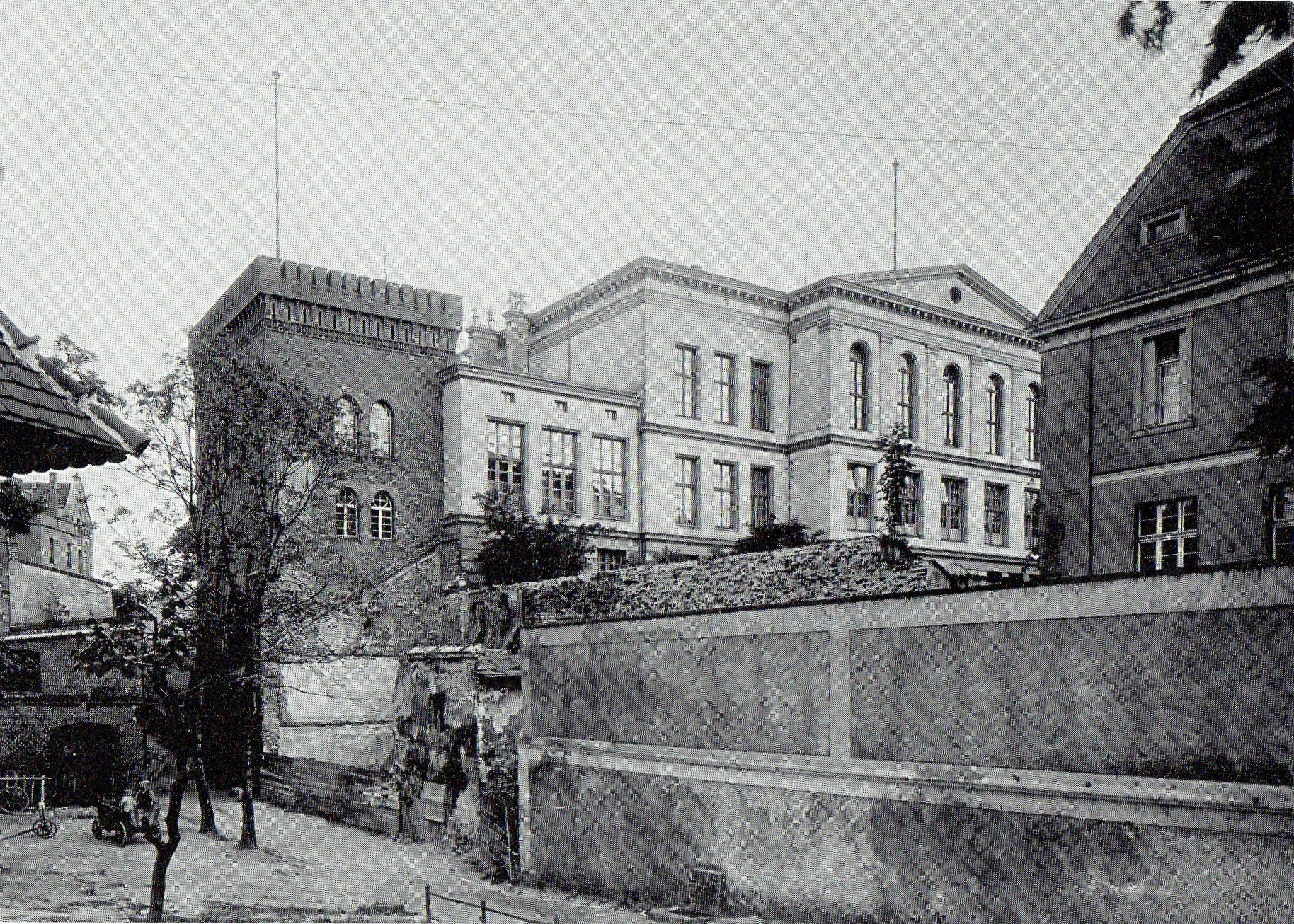
Zdjęcie wieży Zamku Górnego z 1934 r. z łącznikiem tworzącym połączenie z gimnazjum

Nie wiadomo, jak wyglądał Zamek Górny ze względu na brak opisu zamku i wiarygodnego materiału ikonograficznego. Na panoramach Opola z XVI–XVIII w. przedstawiana jest jedynie wieża i do tego bez dbałości o jej wierne odwzorowanie. W XIX w. rozpowszechniono pogłoskę, że rysunek Ferdynanda Dienheima Chotomskiego przedstawia Zamek Górny w Opolu z XVI w. W rzeczywistości ukazuje on inny zamek, o czym także świadczy podpis: „Zamek ostatniego z Piastów blisko Opola na Szląsku. Według udzielonego rysunku Panny Józefy Czott”. Pierwszy wiarygodny obraz ukazujący pozostałości po Zamku Górnym to rysunki wieży wykonane przez inspektora budowlanego Krügera w 1844 r.
Wieża Zamku Górnego w Opolu to wieża ceglana o układzie gotyckim z zastosowaniem zendrówki w układzie rombowym. Budowla została zbudowana na planie prostokąta, pierwotnie była trzykondygnacyjna. We wschodniej elewacji w niszy osadzony jest portal dawnej bramy wjazdowej. W 1844 r. dobudowano czwartą kondygnację zwieńczoną neogotyckim krenelażem. Ponadto renowacji w tym stylu poddano fragment fortyfikacji z bartyzaną.
W 1965 r. na przedpolu wieży pośród zieleni postawiono pomnik Józefa Lompy autorstwa Joanny Domaszewskiej w oprawie przestrzenno-plastycznej architekta Jerzego Gurawskiego. W 2007 r. pomnik przeniesiono przed fronton szkoły po stronie ulicy Osmańczyka.